# J.R. Smith
Earl Joseph Smith III, detto J.R. (Freehold, 9 settembre 1985), è un golfista ed ex cestista statunitense, che giocava nel ruolo di guardia.

## Carriera

### New Orleans Hornets
Nell'aprile 2004 decise di rendersi eleggibile per il draft NBA 2004. Fu scelto come 18º nel primo giro dai New Orleans Pelicans. Nella sua stagione da rookie concluse con 10,3 punti, 2 rimbalzi e 1,9 assist di media.
Nel 2005, da sophomore, vide incrementare le proprie medie, anche in conseguenza di un aumento del minutaggio; inoltre, partecipò alla NBA Slam Dunk Contest 2005, classificandosi al 3º posto, davanti al compagno di squadra Chris Andersen e dietro ad Amar'e Stoudemire e al vincitore Josh Smith. Da ricordare la "schiacciata dietro la schiena" realizzata da J.R. in quell'edizione della competizione.

### Denver Nuggets

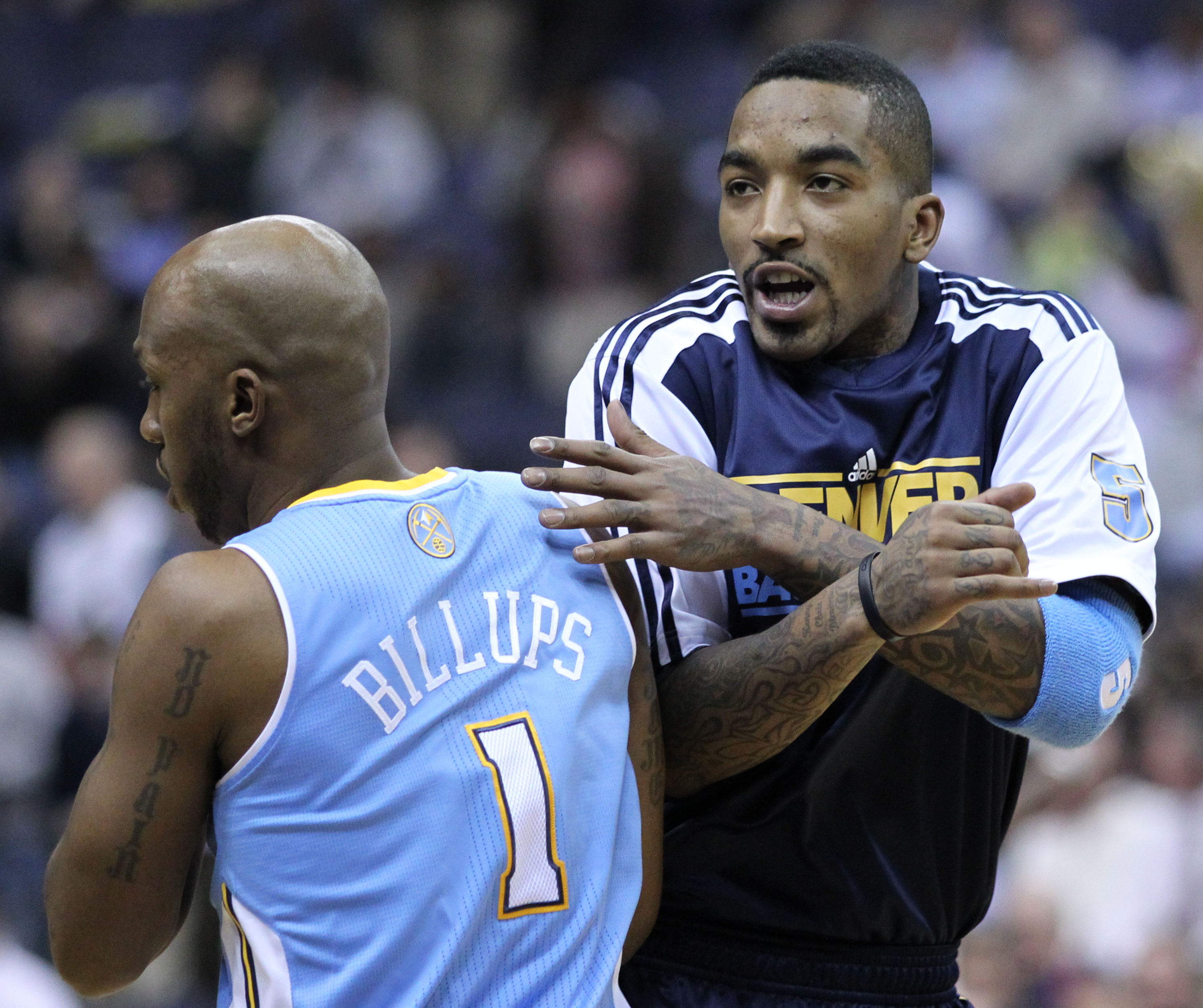
J.R. Smith (a destra) con Chauncey Billups ai Denver Nuggets nel 2011

Il 13 luglio 2006 si accasò ai Chicago Bulls, insieme a P.J. Brown, in cambio di Tyson Chandler. Il 19 luglio fu scambiato nuovamente, stavolta con i Denver Nuggets, per la guardia Howard Eisley e due scelte al secondo giro del draft 2007.
L'8 dicembre 2006, in concomitanza con la vittoria contro i Miami Heat, J.R. realizzò il suo "Career High" con 37 punti e con 7 tiri da 3 punti messi a segno, ognuno dei quali nei primi due quarti. Il 16 dicembre 2006, fu coinvolto in una rissa nella gara contro i New York Knicks, venendo squalificato per le successive 10 partite. Il 2 febbraio 2007 J.R. e Carmelo Anthony furono coinvolti in un incidente stradale, senza gravi danni, evento riguardo al quale la società non ha dato informazioni dettagliate.
Il 20 febbraio 2007 si infortunò al ginocchio sinistro, al quale fu in seguito operato. Nella stagione NBA 2006-07 i Denver Nuggets riuscirono a qualificarsi per i play-off: durante questi ultimi, J.R. Smith fece le sue prime apparizioni in questo genere di gare, sentendo moltissimo la pressione. In stagione, aveva tirato con il 39% da tre punti; nei play-off, invece, sbaglia ogni suo tentativo da tre. È da aggiungere anche una serie di scelte sbagliate nei minuti concitati delle partite, in cui sbaglia una moltitudine di tiri, causando in parte l'eliminazione di Denver. Per questo fu duramente criticato, sia dalla stampa sia dal suo stesso coach, George Karl. Il 13 aprile 2009 contro i Sacramento Kings J.R mette a segno il suo Career High con 45 punti e 11 tiri da 3 su 18 tentati.

### L'esperienza in Cina ai Zhejiang Golden Bulls
J.R. Smith durante il lockout va a giocare ai Zhejiang Golden Bulls in Cina nella Chinese Basketball Association (CBA). Quando ricomincia la Regular Season in NBA, egli però non ritorna ai Denver Nuggets, a causa di una clausola nel contratto che lo lega fino alla fine del campionato cinese. Il 1º febbraio 2012, Smith ha fatto 60 punti in una vittoria per 122-110 sul DoubleStar Qingdao. Due giorni dopo segna 41 punti nella vittoria 119-115 sul Lions Shandong. Ha vinto il premio di giocatore straniero della settimana ed è stato selezionato per i Southern All-Stars per il CBA All-Star game, anche se non giocò a causa di "motivi personali". Tuttavia, egli non portò Zhejiang Golden Bulls ai Playoffs CBA 2012, in quanto la squadra è stata eliminata nello spareggio per la qualificazione ai play off.

### New York Knicks
A gennaio, dopo essere stato cercato dai Los Angeles Clippers, viene ingaggiato da free agent dagli ambiziosissimi New York Knicks di Carmelo Anthony, Amar'e Stoudemire, Tyson Chandler e della nuova stella Jeremy Lin, allenati da Mike D'Antoni, da lui voluto fortemente. I Knicks ebbero la meglio sulla franchiga di Los Angeles, in virtù del fatto che loro offrirono 6 milioni di dollari contro i soli 2 milioni dei Clippers.
Sceglie la maglia numero 8. Fa il suo debutto il 19 febbraio al Madison Square Garden, sotto gli occhi dei suoi nuovi tifosi, contro i Dallas Mavericks, campioni in carica, di Dirk Nowitzki (che segnerà 34 punti); inizia dalla panchina, ma entra già nel primo quarto mettendo a segno 3 triple consecutive, J.R. concluderà la partita con 15 punti. Conclude la regular season con di media 12,5 punti, 3,9 rimbalzi e 2,4 assist in 27,6 minuti giocati. Nonostante le ottime prestazioni della squadra, vengono eliminati al primo turno dei Playoffs dai futuri campioni, i Miami Heat di LeBron James.
Gioca la stagione 2012-13 da sesto uomo giocando 80 partite tutte da subentrato, e mettendo a referto 18,1 punti di media (career-high), 3,9 rimbalzi e 2,4 assist in 33,5 minuti a partita (carrer-high), con un season-high di 37 punti segnati il 29 marzo contro gli Charlotte Bobcats. Inoltre l'11 aprile 2013 mette a segno il suo career-high di rimbalzi contro i Chicago Bulls, riuscendone a catturare 14. Grazie alle sue ottime prestazioni viene premiato con il titolo di Miglior sesto uomo dell'anno e, con l'aiuto del Top scorer NBA Carmelo Anthony, riesce a far vincere il titolo di division alla franchigia di New York (con un record di 54 vittorie e 28 sconfitte), titolo che mancava dalla bacheca dei Knickerbockers dalla stagione 1993-1994. Nonostante tutto ancora una volta vengono eliminati ai play-off, questa volta da Indiana.
Il 4 luglio 2013 rinnova con i Knicks. Nel settembre successivo, viene squalificato dalla NBA per essere risultato positivo alla cannabis.
Il 7 aprile 2014 nella partita esterna contro i Miami Heat realizza il record di tutti i tempi NBA per numero di triple tentate, lasciandone partire 22 (segnandone 10), batte il precedente record stabilito da Damon Stoudamire che ne aveva tirate 21.

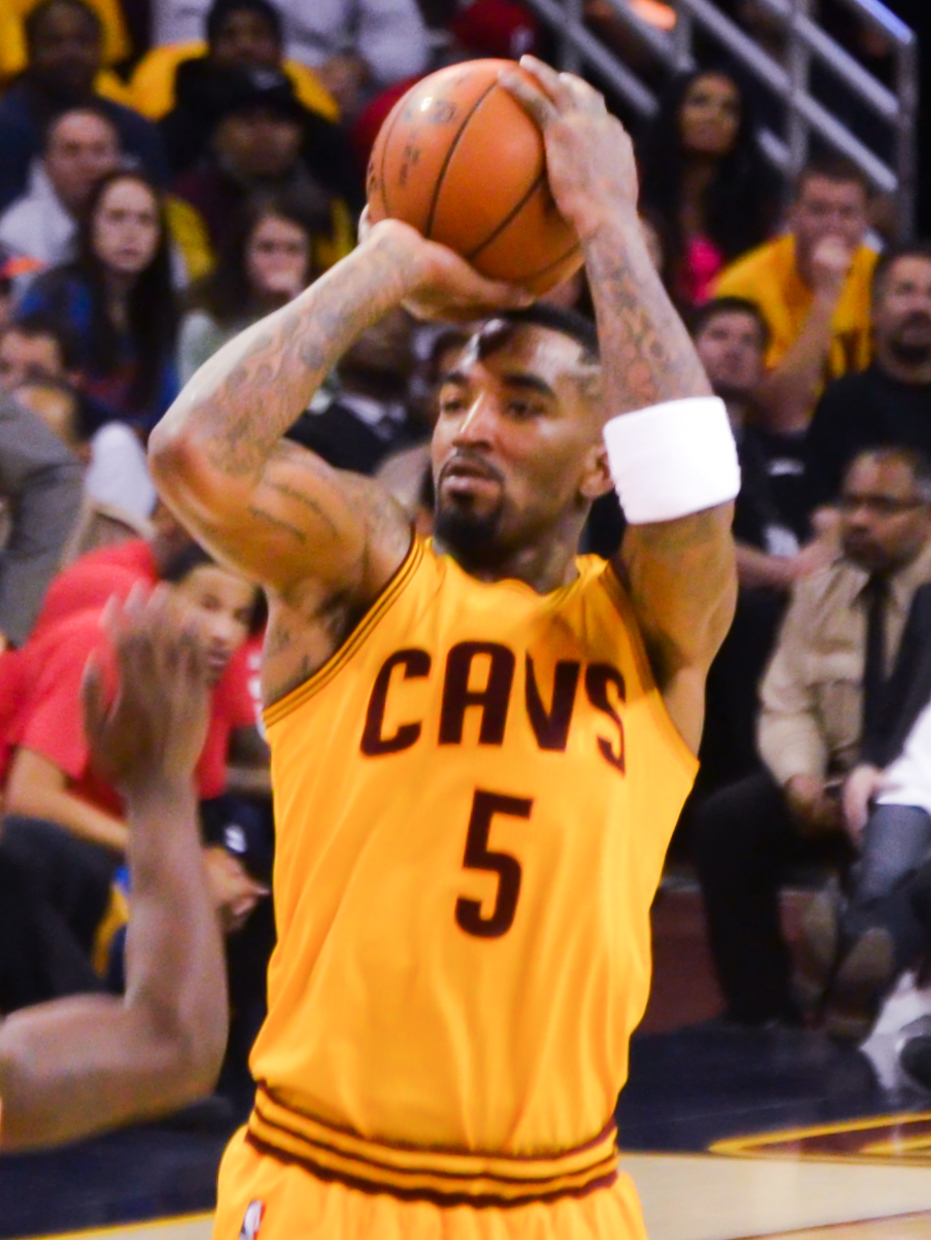
J.R. Smith al tiro con la casacca dei Cavs nel 2015

### Cleveland Cavaliers e la vittoria dell'anello
Il 6 gennaio 2015, insieme ad Iman Shumpert, sbarca ai Cleveland Cavaliers a seguito di una trade a tre squadre comprendente, oltre ai Cavs, anche i New York Knicks e gli Oklahoma City Thunder. Con i Cavs arriva in finale NBA dove la squadra capitanata da LeBron James arriva ad affrontare i Golden State Warriors. Tuttavia vincono i Golden State Warriors 4-2. Nella free-agency 2015 esce dal contratto ma dopo una lunga negoziazione rifirma con i Cavs (10 milioni di dollari per due anni).
L'anno successivo vince il titolo con i Cleveland Cavaliers prendendosi la rivincita contro i Golden State Warriors rimontandoli da 3-1 nelle NBA Finals (primi a riuscirci), contribuendo con 10,6 punti a partita nelle Finali alla vittoria dell'anello. A metà ottobre, a sole due settimane dall'inizio della regular season, firma un quadriennale da 57,4 milioni di dollari, ponendo fine alle voci di mercato che lo circondavano.
Nei due anni successivi i Cavs tornano in finale, ma venendo battuti entrambe le volte dai Golden State Warriors. In occasione della seconda sconfitta Smith è stato protagonista in negativo in gara-1: sul punteggio di 107-107 il compagno di squadra George Hill ha sbagliato un tiro libero e Smith ha raccolto prontamente il rimbalzo a centro area a 3 secondi dalla fine; tuttavia Smith è corso indietro verso centrocampo senza tirare, salvo poi tornare sui suoi passi e passare il pallone a Hill stesso che ha sbagliato però la tripla decisiva. I Cavs hanno poi perso la gara per 124-114 all'overtime. Questa sua giocata è stata definita come "Il momento più stupido nella storia della NBA". Il 17 luglio 2019 è stato tagliato dai Cavs.

### Los Angeles Lakers
Il 1º luglio del 2020, in sostituzione di Avery Bradley, il quale si è rifiutato di partecipare alla ripartenza della stagione NBA 2019-2020 nella bolla di Orlando, i Los Angeles Lakers hanno scelto di far firmare JR Smith. Fermo dal novembre 2018, Smith ritrova in squadra LeBron James, già suo compagno ai tempi dei Cleveland Cavaliers. Al fianco di LeBron vincerà il suo secondo anello, laureandosi campione contro i Miami Heat in gara 6 l'11 ottobre 2020.

## Statistiche

### NBA
| † | Denota le stagioni in cui ha vinto il titolo |

#### Regular Season
| Anno       | Squadra             | PG  | PT  | MP   | TC%  | 3P%  | TL%  | RP  | AP  | PRP | SP  | PP   |
| ---------- | ------------------- | --- | --- | ---- | ---- | ---- | ---- | --- | --- | --- | --- | ---- |
| 2004-2005  | N.O. Hornets        | 76  | 56  | 24,5 | 39,4 | 28,8 | 68,9 | 2,0 | 1,9 | 0,7 | 0,1 | 10,3 |
| 2005-2006  | N.O. Hornets        | 55  | 25  | 18,0 | 39,3 | 37,1 | 82,2 | 2,0 | 1,1 | 0,7 | 0,1 | 7,7  |
| 2006-2007  | Denver Nuggets      | 63  | 24  | 23,3 | 44,1 | 39,0 | 81,0 | 2,3 | 1,4 | 0,8 | 0,1 | 13,0 |
| 2007-2008  | Denver Nuggets      | 74  | 0   | 19,2 | 46,1 | 40,3 | 71,9 | 2,1 | 1,7 | 0,8 | 0,2 | 12,3 |
| 2008-2009  | Denver Nuggets      | 81  | 18  | 27,7 | 44,6 | 39,7 | 75,4 | 3,7 | 2,8 | 1,0 | 0,2 | 15,2 |
| 2009-2010  | Denver Nuggets      | 75  | 0   | 27,8 | 41,4 | 33,8 | 70,6 | 3,1 | 2,4 | 1,3 | 0,3 | 15,4 |
| 2010-2011  | Denver Nuggets      | 79  | 6   | 24,9 | 43,5 | 39,0 | 73.8 | 4,1 | 2,2 | 1,2 | 0,2 | 12,3 |
| 2011-2012  | N.Y. Knicks         | 35  | 1   | 27,6 | 40,7 | 33,7 | 70,9 | 3,9 | 2,4 | 1,5 | 0,2 | 12,5 |
| 2012-2013  | N.Y. Knicks         | 80  | 0   | 33,5 | 42,2 | 35,6 | 76,2 | 5,3 | 2,7 | 1,3 | 0,3 | 18,1 |
| 2013-2014  | N.Y. Knicks         | 74  | 37  | 32,7 | 41,5 | 39,4 | 65,2 | 4,0 | 3,0 | 0,9 | 0,3 | 14,5 |
| 2014-2015  | N.Y. Knicks         | 24  | 6   | 25,8 | 40,2 | 35,6 | 69,2 | 2,4 | 3,4 | 0,8 | 0,2 | 10,9 |
| 2014-2015  | Cleveland Cavaliers | 46  | 45  | 31,8 | 42,5 | 39,0 | 81,8 | 3,5 | 2,5 | 1,4 | 0,4 | 12,7 |
| 2015-2016† | Cleveland Cavaliers | 77  | 77  | 30,7 | 41,5 | 40,0 | 63,4 | 2,8 | 1,7 | 1,1 | 0,3 | 12,4 |
| 2016-2017  | Cleveland Cavaliers | 41  | 35  | 29,0 | 34,6 | 35,1 | 66,7 | 2,8 | 1,5 | 1,0 | 0,3 | 8,6  |
| 2017-2018  | Cleveland Cavaliers | 80  | 61  | 28,1 | 40,3 | 37,5 | 69,6 | 2,9 | 1,8 | 0,9 | 0,1 | 8,3  |
| 2018-2019  | Cleveland Cavaliers | 11  | 4   | 20,2 | 34,2 | 30,8 | 80,0 | 1,6 | 1,9 | 1,0 | 0,3 | 6,7  |
| 2019-2020† | L.A. Lakers         | 6   | 0   | 13,2 | 31,8 | 9,1  | 100  | 0,8 | 0,5 | 0,2 | 0,0 | 2,8  |
| Carriera   | Carriera            | 977 | 395 | 26,9 | 41,9 | 37,3 | 73,3 | 3,1 | 2,1 | 1,0 | 0,2 | 12,4 |

#### Play-off
| Anno     | Squadra             | PG  | PT | MP   | TC%  | 3P%  | TL%  | RP  | AP  | PRP | SP  | PP   |
| -------- | ------------------- | --- | -- | ---- | ---- | ---- | ---- | --- | --- | --- | --- | ---- |
| 2007     | Denver Nuggets      | 4   | 0  | 11,8 | 27,3 | 0,0  | 100  | 2,3 | 0,5 | 1,0 | 0,3 | 4,5  |
| 2008     | Denver Nuggets      | 4   | 0  | 27,0 | 53,5 | 31,8 | 83,3 | 1,8 | 1,8 | 1,0 | 0,0 | 18,3 |
| 2009     | Denver Nuggets      | 16  | 0  | 27,2 | 45,5 | 35,8 | 54,3 | 3,3 | 2,8 | 1,1 | 0,3 | 14,9 |
| 2010     | Denver Nuggets      | 6   | 0  | 26,5 | 36,8 | 35,5 | 87,5 | 3,8 | 1,7 | 0,7 | 0,3 | 11,2 |
| 2011     | Denver Nuggets      | 5   | 0  | 15,2 | 35,6 | 42,9 | 72,7 | 2,0 | 1,0 | 0,4 | 0,0 | 9,8  |
| 2012     | N.Y. Knicks         | 5   | 0  | 35,0 | 31,6 | 17,9 | 100  | 2,6 | 2,2 | 1,2 | 0,2 | 12,2 |
| 2013     | N.Y. Knicks         | 11  | 0  | 31,9 | 33,1 | 27,3 | 72,1 | 4,7 | 1,4 | 1,0 | 0,5 | 14,3 |
| 2015     | Cleveland Cavaliers | 18  | 4  | 31,1 | 40,3 | 35,9 | 70,0 | 4,7 | 1,2 | 0,9 | 0,6 | 12,8 |
| 2016†    | Cleveland Cavaliers | 21  | 21 | 34,5 | 45,9 | 42,9 | 61,9 | 3,2 | 1,4 | 1,2 | 0,2 | 11,5 |
| 2017     | Cleveland Cavaliers | 18  | 18 | 27,1 | 50,5 | 50,0 | 45,5 | 2,3 | 0,7 | 0,7 | 0,3 | 8,1  |
| 2018     | Cleveland Cavaliers | 22  | 21 | 32,1 | 34,8 | 36,7 | 77,3 | 2,7 | 1,1 | 1,0 | 0,2 | 8,7  |
| 2020†    | L.A. Lakers         | 10  | 0  | 7,5  | 26,9 | 27,3 | -    | 0,3 | 0,3 | 0,2 | 0,0 | 2,0  |
| Carriera | Carriera            | 140 | 64 | 27,9 | 39,7 | 36,7 | 70,6 | 3,0 | 1,3 | 0,9 | 0,3 | 10,7 |

#### Massimi in carriera
- 45 punti, contro i Sacramento Kings il 13 aprile 2009.
- 9 assist, contro gli Orlando Magic il 5 aprile 2012.
- 14 rimbalzi contro i Chicago Bulls il 11 aprile 2013.
- 5 palle rubate, (6 volte).
- 3 stoppate, contro i Toronto Raptors il 16 gennaio 2005.
- 11 triple messe a segno, contro i Sacramento Kings il 13 aprile 2009.
- 43 minuti giocati, tre volte.

## Palmarès
- Campionato NBA: 2

Cleveland Cavaliers: 2016
Los Angeles Lakers: 2020
- McDonald's All-American Game (2004)
- NBA Sixth Man of the Year Award (2013)